# Саїд Кутб
Саїд Ібрахім Кутб (араб. سَيِّد قُطب, нар.9 жовтня 1906, Муша — пом.29 серпня 1966, Каїр) — мусульманський реформатор, педагог, мислитель та суспільно-політичний діяч, член Вафд.

## Життєпис
Народився в селищі Муша в Асьюті Єгипетського хедивату, що за 235 км від Каїру, в родині збіднілого землевласника.
Навчання почав у медресе. У десять років вивчив Коран напам'ять. У 1920 році поїхав до м. Каїра де продовжив навчання спочатку у ліцеї, а потім на факультеті Дар аль-Улум (Dar al-Ulum) в Каїрському університеті. Закінчивши навчання і отримавши диплом викладача навчальної школи, Саїд Кутб у 1939 р. почав кар'єру в Міністерстві громадської освіти.
Вже навчаючись в університеті Кутб зайнявся літературною діяльністю — писав поезію та прозу. Його твори друкувалися у виданнях «Нове життя» (Al-Hayat Al-Jadida) і «Заклик» (Al Balag). Кутб-поет писав романтичні вірші, героєм яких був песимістичний бунтівник, чия душа шукала відповіді на питання що стосувались сенсу існування людини, значення смерті та життя й інших філософських тем.
Але романтичний період творчості Саїда Кутба тривав недовго. Мислитель звернув увагу на суспільно-політичні проблеми суспільства та взяємозв'язок релігії та життя. Його доробком у цій сфері стала велика кількість праць ісламських наук, дослідження взаємозв'язків ісламу з соціально-політичними аспектами життя суспільства.
У творчості Саїда Кутба знайшли своє концентроване відбиття ідеї соціальної справедливості. Його перу належить, зокрема, фундаментальна праця «Соціальна справедливість в Ісламі».
Виходячи з уявлення про глобальний характер ісламського бачення Божественного, навколишнього світу, життя й людини, Саїд Кутб дає основні характеристики соціальної справедливості в ісламі. Саїд Кутб піддавав критиці ідеї матеріального накопичення, які властиві західному складу життя. Після поїздки до США вказав на проблеми західної цивілізації, що у першу чергу полягають у відсутності духовності, фундаментальних суспільних ідеалів.
Соціальна справедливість в ісламі, на його думку, базується на рівності духовно вільних людей і громадським співробітництві. Насамперед, це справедливість, яка охоплює всі сторони людського життя. Цінності, до яких апелює ця справедливість, не обмежуються лише економічними категоріями й матеріальними цінностями. Це сукупність усіх цінностей: духовних, моральних і матеріальних.
Аж ніяк не економічні цінності є вищими цінностями ісламського суспільства: «…і найшанованіший перед Аллахом серед вас — найбільш богобоязливий (благочестивий). Воістину, Аллах — той хто Знає, той хто Відає» [2,49:13], «Аллах підвищує по ступенях тих з вас, хто увірував, і тих, кому дароване знання»[2,58:11], « Багатство і сини — прикраса дольного життя, однак нетлінні благодіяння краще за винагородою перед твоїм Господом, і на них краще покладати надії» [2,18:46].
Ідеї Саїда Кутба знайшли відбиття у соціально-політичній діяльності політичної ісламської організації «Брати мусульмани». Після загибелі Гасана аль-Банни, Саїд Кутб став їх головним ідеологом.

## Твори
- «Соціальна справедливість в Ісламі»;
- «Наша боротьба проти євреїв», 1950;
- «Боротьба ісламу й капіталізму», 1951;
- «Знаки на путі», 1964;

та ін..